# Marsdenia raziana
Marsdenia raziana är en oleanderväxtart som beskrevs av S.N. Yoganarasimhan och K.Subramanyam. Marsdenia raziana ingår i släktet Marsdenia och familjen oleanderväxter. Inga underarter finns listade i Catalogue of Life.